# Баварская государственная опера

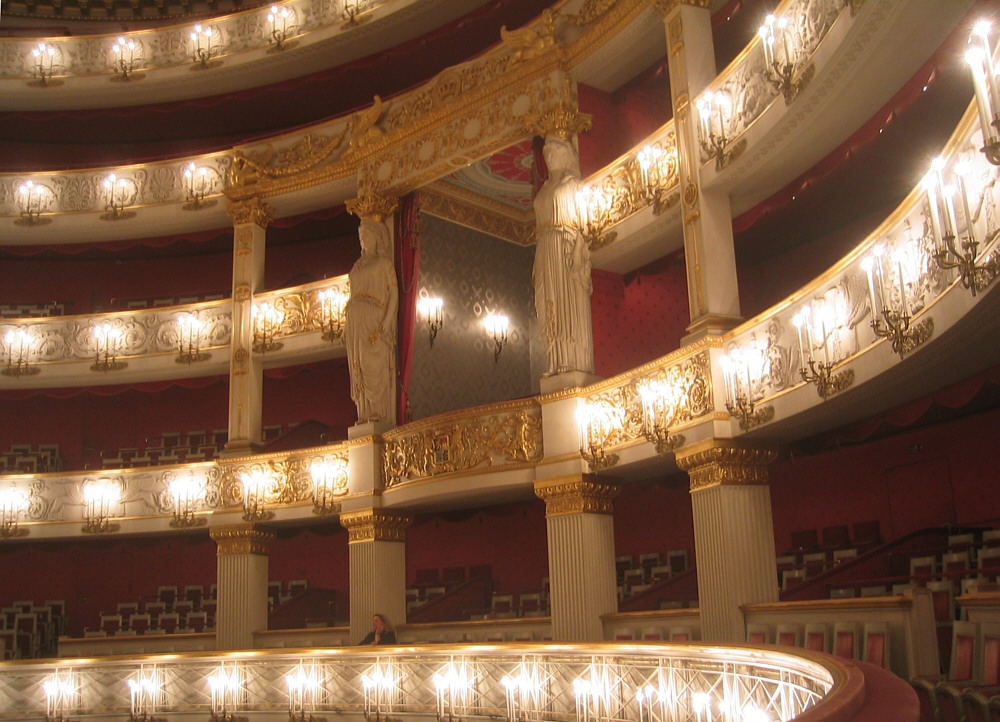
Интерьер Баварской оперы

Баварская государственная опера (нем. Bayerische Staatsoper) — немецкий оперный театр, расположенный в Мюнхене.
Опера основана в 1653 году. Вместе с Баварским государственным балетом в её репертуаре почти 350 оперных и балетных представлений в год. Основная площадка находится в здании Мюнхенского национального театра, который находится на площади Макс-Йозеф-плац. Другие сценические площадки театра — Принцрегентентеатр (нем. Prinzregententheater) и Старый Резиденц-театр (нем. Alten Residenztheater (Cuvilliés-Theater)). С 1875 года на базе театра ежегодно (летом) устраивается Мюнхенский оперный фестиваль.
Музыкальный руководитель и главный дирижёр Баварской оперы — Владимир Юровский.

## Руководство
- 1867—1893: Карл фон Перфалль
- 1895—1905: Эрнст фон Поссарт
- 1912—1918: Клеменс фон Франкенштайн
- 1924—1934: Клеменс фон Франкенштайн
- 1937—1940: Клеменс Краус
- 1947—1952: Георг Хартманн
- 1952—1967: Рудольф Хартман
- 1967—1976: Гюнтер Реннерт
- 1977—1982: Август Эвердинг[нем.]
- 1983—1993: Вольфганг Заваллиш
- 1993—2006: Питер Джонас
- 2006—2008: Кент Нагано
- 2008 — 2021: Николаус Бахлер[нем.]
- c 2021: Серж Дорни[нем.]

## Главные дирижёры
- 1836—1867: Франц Лахнер
- 1867—1869: Ханс фон Бюлов
- 1870—1877: Франц Вюльнер
- 1872—1896: Герман Леви
- 1894—1896: Рихард Штраус
- 1901—1903: Герман Зумпе
- 1904—1911: Феликс Мотль
- 1913—1922: Бруно Вальтер
- 1922—1935: Ханс Кнаппертсбуш
- 1937—1944: Клеменс Краус
- 1945: Ханс Кнаппертсбуш
- 1946—1952: Георг Шолти
- 1952—1954: Рудольф Кемпе
- 1956—1958: Ференц Фричаи
- 1959—1968: Йозеф Кайльберт
- 1971—1992: Вольфганг Заваллиш
- 1992—1998: Петер Шнайдер
- 1998—2006: Зубин Мета
- 2006—2013: Кент Нагано
- 2013—2020: Кирилл Петренко
- С 2021: Владимир Юровский

## Некоторые мировые премьеры
В стенах Баварской оперы впервые было исполнено множество оперных произведений, в том числе:
- 2 октября 1753 — «Катон в Утике» Джованни Феррандини на либретто Пьетро Метастазио (на сцене Residence Theater)
- 13 января 1775 — «Мнимая садовница» В. А. Моцарта (на сцене Residence Theater)
- 29 января 1781 — «Идоменей» В. А. Моцарта (Residence Theater)
- 1 февраля 1782 — «Семирамида» Антонио Сальери на либретто П. Метастазио (на сцене Residence Theater)
- 27 января 1807 — «Ифигения в Авлиде» Франца Данци (на сцене Residence Theater)
- 7 октября 1849 — «Бенвенуто Челлини » Франца Лахнера
- 10 июня 1865 — «Тристан и Изольда» Рихарда Вагнера
- 21 июня 1868 — «Нюрнбергские мейстерзингеры» Рихарда Вагнера
- 22 September 1869 — «Золото Рейна» Рихарда Вагнера
- 26 июня 1870 — «Валькирия» Рихарда Вагнера
- 29 июня 1888 — «Феи» Рихарда Вагнера
- 23 января 1897 — «Королевские дети» Энгельберта Гумпердинка (мелодраматическая редакция)
- 24 июля 1938 — «День мира» Рихарда Штрауса
- 5 февраля 1939 — «Луна» Карла Орфа
- 28 октября 1942 — «Каприччио» Р. Штрауса (на либретто Клеменса Краусса)
- 11 августа 1957 — «Гармония мира» Пауля Хиндемита